# Cole Kimball
Cole Kimball (né le 1er août 1985 à Brooklyn, New York, États-Unis) est un lanceur de relève droitier des Ligues majeures de baseball jouant avec les Nationals de Washington.

## Carrière

### Nationals de Washington
Cole Kimball est drafté en 12e ronde par les Nationals de Washington en 2006.
Considéré comme l'un des meilleurs lanceurs d'avenir de l'organisation des Nationals, Kimball fait ses débuts dans les majeures pour Washington le 14 mai 2011 alors qu'il blanchit les Marlins de la Floride pendant une manche lancée en relève. Malgré une occasion de sauvetage ratée le 16 mai face aux Pirates de Pittsburgh, les Nationals reviennent de l'arrière et donnent à Kimball sa première décision gagnante dans les majeures. Il affiche une brillante moyenne de points mérités de 1,93 en 14 manches lancées au cours de 12 sorties en relève pour Washington en 2011.
Cette courte utilisation réveille cependant un malaise à l'épaule que Kimball avait ressenti dès le camp d'entraînement des Nationals au printemps précédent. Il ne lance plus après le match du 9 juin.
Le 16 novembre 2011, Kimball est réclamé au ballottage par les Blue Jays de Toronto. Mais deux jours plus tard, son nom se retrouve à nouveau parmi ceux des joueurs soumis à cette procédure, et il est rapatrié par Washington.